# USS Theodore Roosevelt (CVN-71)
El USS Theodore Roosevelt (CVN-71) (conocido familiarmente como Big Stick o TR) es el cuarto superportaaviones de la clase Nimitz. Su código de identificación, Rough Rider, se adoptó en honor a la unidad de voluntarios de caballería donde sirvió el presidente Theodore Roosevelt durante la guerra hispano-estadounidense.

## Historia

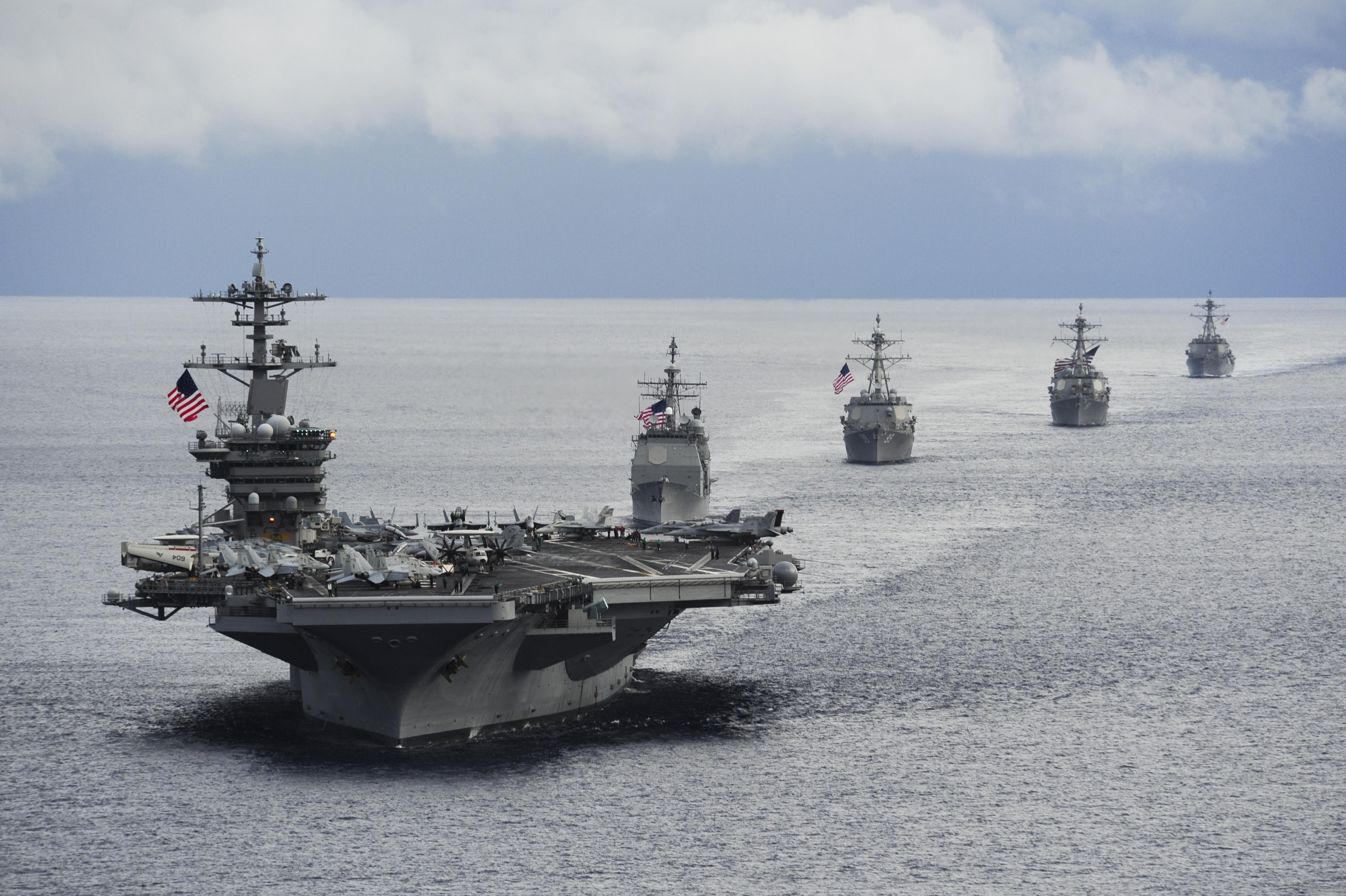
USS Theodore Roosevelt navegando en el año 2014.

Botado el 27 de octubre de 1984, entró por primera vez en acción en 1991 durante la Operación Tormenta del Desierto: el 9 de junio de 1990, el capitán Charles S. Abbot se convirtió en el tercer comandante del buque, y el 28 de diciembre el Theodore Roosevelt fue desplegado para la Operación Escudo del Desierto como transporte del Ala CVW-8.  
Con el comienzo de la Operación Tormenta del Desierto el 15 de enero de 1991, el Theodore Roosevelt inició las operaciones de combate, llevando a cabo un total de 4200 incursiones de vuelo (más que ningún otro portaaviones) y arrojando más de 2 177 230 kilogramos de explosivos antes del alto el fuego, el 28 de febrero.

### Buques de la clase
• USS Nimitz (CVN-68)
• USS Dwight D. Eisenhower (CVN-69)
• USS Carl Vinson (CVN-70)
•  USS Abraham Lincoln (CVN-72)
• USS George Washington (CVN-73)
• USS John C. Stennis (CVN-74)
• USS Harry S. Truman (CVN-75)
• USS Ronald Reagan (CVN-76)
• USS George H. W. Bush (CVN-77)

### Listas relacionadas
- Anexo:Portaaviones por país
- Anexo:Portaaviones de Estados Unidos
- Anexo:Buques actuales de la Armada de los Estados Unidos